# Antonija Šola
Antonija Šola (Zagreb, 5. lipnja 1979.) hrvatska je kantautorica, pjevačica, glumica i tekstopisac. Poznata je po ulozi u TV-seriji Zabranjena ljubav, kao i suradnji s mnogim pjevačima.

## Životopis
Antonija Šola je magistrirala na Hrvatskim studijima u Zagrebu, smjer sociologija i hrvatska kultura. Istovremeno pohađa pjevanje kod opernog pjevača Marija Gjuraneca, zatim kod profesorice pjevanja Denis Vasilj te kod magistrice umjetnosti Vlatke Burić, piše tekstove i komponira popularnu glazbu na regionalnoj pop i zabavnoj glazbenoj sceni od 1999. Kroz glazbu se zalaže za promociju solidarnosti u društvu i sudjeluje na nastupima za različite humanitarne akcije.

## Karijera

### 2003. – 2011: Zabranjena ljubav i početci glazbene karijere
Antonija Šola je kantautorica i autorica brojnih pjesama. Osim glazbene karijere ostvarila je i glumačku igrajući glavnu glumačku ulogu ukupno četiri sezone (ukupno 805 snimljenih nastavaka) sapunice RTL Televizije Zabranjena ljubav. Kao izvođačica i autorica skladbi i tekstova sudjelovala je više puta na Dori, natjecanju Hrvatske pjesme za pjesmu Eurovizije, gdje je 2003. bio i njezin prvi javni nastup s pjesmom Dođi najbrže. Na festivalu Oni dolaze 2005. godine u sklopu hrvatskog radijskog festivala osvaja svoju prvu nagradu za najboljeg debitanta. Kao autorica pjesama se pojavljuje na albumima Toše Proeskog, Zdravka Čolića, Olivera Dragojevića, Vinka Coce, Tonija Cetinskog, Nine Badrić, Crvene jabuke, Željka Bebeka, Lepe Brene, Maje Šuput, Begina, Mate Bulića, Ljubavnici bend, TS Begini, Tragovi, Noćni život, Emilije Kokić, Danijele Martinović, Petra Dragojevića, Alena Vitasovića, Alena Nižetića, Ivana Mikulića, klape Kontrade, klape Lanterna, klape Skala, TS Gazde, TS Dyaco, TS Kristali, Armina Muzaferije, Nede Parmać, Minee,  Tijane Dapčević, Borisa Režaka, grupe Regina (BiH), Marine Tomašević, Ksenije Mijatović, Joce Panova, Franke Batelić i mnogih drugih pjevača.
Naročito se ističe njezina suradnja s tragično preminulim makedonskim pjevačem Tošom Proeskim s kojim je snimila i duet pod nazivom Volim osmijeh tvoj, za koji je napisala tekst. Njihov duet rasprodan je u platinastoj nakladi u samo mjesec dana u sklopu edukativne akcije za djecu o važnosti higijene zuba pod pokroviteljstvom Ministarstva zdravstva i socijalne skrbi Republike Hrvatske. Spot za pjesmu Volim osmijeh tvoj proglašen je najemitiranijim spotom u Makedoniji i Hrvatskoj od petnaest televizijskih postaja, a Antoniji je dodijeljena i nagrada za tekst od TV Orbisa u Bitoli, koju je za nju preuzeo konzul Republike Hrvatske u Makedoniji.
Godine 2007. objavljuje svoj prvi album Anđele, a s istoimenom pjesmom sudjeluje i na Hrvatskom radijskom festivalu. Antoniji su za album Anđele dodijeljene platinasta i zlatna ploča, te je proglašen jednim od najprodavanijih albuma 2007. godine. Većina pjesama s albuma u kratkom roku zauzele su top ljestvice slušanosti, a također Antonija je za njih dobila brojne pohvale i nagrade za najslušanijeg ženskog izvođača narednih godina. Godine 2008. sa svojom autorskom skladbom Gdje je srce tu je dom ponovo sudjeluje na Dori-natjecanju pjesme za Eurosong, gdje osvojila najviše glasova publike. Antonija također tada objavljuje i svoj drugi studijski album istoimenog naziva. Antonija i za taj album dobila zlatnu ploču, i pjesme s albuma su dosegle visoke pozicije na glazbenim ljestvicama. Iste godine s pjesmom Nebu pod oblak, Antonija osvaja nagradu publike i nagradu čitatelja 24 sata. Nastupila je i na festivalu Ohrid fest u Makedoniji gdje osvaja Grand Prix. Skladala je i snimila pjesmu u suradnji s tamburaškim sastavom Gazde pod nazivom Milijun poljubaca, koja se zadržala godinu dana na prvim mjestima top ljestvica u Hrvatskoj i za koju su nagrađeni prvom nagradom za najslušaniju pjesmu u 2009. godini na festivalu Zlatne žice Slavonije u Požegi. Za pjesmu ko lane ranjena joj je na festivalu u Mostaru 2009. uručena nagrada publike. Iste godine objavljuje svoj treći studijski album Zemlja Sreće, koje je namijenila djeci. Antonija u sklopu promocije albuma održava veliki koncert u KD Vatroslav Lisinski za svoju najmlađu publiku, te je po ispitivanju tržišta najpopularniji izvođač i miljenica djece. Godine 2010. kao aktivna redovna članica HDS,  ZAMP-a te, članica HGU,HUZIP-a, zbog podrške raznih akcija zaštite autora i autorskih te izvođačkih prava, proglašena je veleposlanicom HDS ZAMP-a, te se zalaže u akciji Stop pirati i akciji Glas autora za zaštitu autora i njihovih prava.

### 2012. – 2016: Nezgodna i Američka turneja
Godine 2012. osvaja Glorijinu nagradu za najbolju pjesmu na CMC-ovom glazbenom festivalu u Vodicama za pjesmu "Lagat ću", koju autorski potpisuje s Branimirom Mihaljevićem. Antonija je početkom godine održala koncert na gradskom stadionu u Skoplju, Makedonija, na kojem je pristupilo 70.000 ljudi i to je čini prvom i jedinom regionalnom pjevačicom koja je ikad napunila stadion. Antonija u prosincu 2013. objavljuje svoj četvrti studijski album Nezgodna, nazvan po istoimenoj pjesmi s albuma. Osim naslovne pjesme, na albumu se nalaze pjesme i singlovi koje je Antonija objavila unutar posljednjih pet godina, a koje su izvedene i nagrađene na raznim festivalima poput Zlatnih žica, CMC festivala, Splitskog festivala... (Svirajte mi ljubavne, Usne lažljive, Imam sve, Lagat ću, Djevojka broj jedan, Loša navika, Halo dušo - duet s Petrom Dragojevićem, Živa meta i sl.) kao i pet sasvim novih pjesama. Većina pjesmama u kratkom roku osvojila radijski eter i regionalne glazbene top ljestvice. Nakon posljednjeg singla s albuma "Žigolo'' za koji je snimljen i videospot, Antonija je pod kraj godine objavila pjesmu u duetu s Draženom Žerićem Žerom ''Svaki dan je put'' koju je premijerno izvela na Zagrebačkom festivalu 2013. Antonija je nakon velikog uspjeha albuma održala promocije istog i dobila je platinastu i zlatnu ploču kao jedan od najprodavanijih albuma u 2013. godini.
Antonija 2014. objavljuje spot za pjesmu Tvoja Baraba kojeg je napravila u suradnji s bendom Barabe. Pjesma je bila proglašena kao jedna od najemitiranijih u 2014. godini na nacionalnim top listama.  Antonija i bend Barabe održali su zajedničke koncerte diljem Hrvatske. Godine 2015. Antonija objavljuje singl Samo u parfemu, koji je proglašen Summer Hitom i varirao na top ljestvicama. Iste godine Antonija mijena diskografsku kuću i prelazi u Croatia Records. Antonija kreće na američku turneju sa svojim kolegom Mladenom Grdovićem. Turneja je počela odličnim koncertima u New Yorku, s prepunom dvoranom Melrose Ballroom gdje su je fanovi oduševljeno dočekali. Nakon povratka s uspješno odrađene američke turneje Antonija 2016. objavljuje još tri ljetna hita: Budi lav, Ljubi se žmireći i Volimo se volimo. U prosincu iste godine objavljuje božićnu pjesmu Usreći srce.

### 2017. – 2018: Radijsko srce i Sretan Božić ljubavi
Početkom 2017. godine Antonija objavljuje svoj singl Dok slušam radio.
Antonija je za kraj 2017. i početak nove 2018. godine objavila pjesmu naslova "Tvoja" za koju Antonija kaže da je nastala u jednom dahu. Spot za pjesmu sniman je u Rogaškoj Slatini odnosno u nekadašnjoj Ferdinandova dvorana u kojoj su koncentrirao i kju su posjetili neki od najznačajnijih povijesnih careva. Također Antonija je u jednom od radijskih live gostovanja izvela pjesmu Tvoja na talijanskom jeziku i oduševila publiku tom verzijom. Antonija najavljuje i novi samostalni peti album u pripremi pod izdanjem Croatia Records-a. Osim singla "Tvoja" i najavljenog samostalnog petog albuma Antonija neprestano piše i za zvjezdane kolege s naše i regionalne scene. Također surađuje i s mladim izvođačima i talentima. Priprema se za koncerte, ali i suradnju s autorima i izvođačima izvan granica Hrvatske. Iste godine sudjelovala na Međunarodnoj autorskoj kreativnoj konferenciji u organizaciji HDS ZAMP-a kao jedna od govornica na panelu na temu žene u glazbi "Ruž na mikrofonu" gdje je kao kantautorica, ali i magistra sociologije i hrvatske kulture govorila o životu glazbenice iz vlastitog iskustva, o ograničenjima ali i prednostima s kojima se kao žena u glazbi i na sceni svakodnevno susreće.
U ljetu 2018. Antonija je objavila pjesmu Bitango moja. Navela je kako snima više videa ovog ljeta. Antonija u prosincu 2018. objavljuje svoj prvi Božićni album pod nazivom Sretan Božić ljubavi. Pjesme i sam album nastale su u pop akustičnoj produkciji. Pjesme prate tematiku i sličan karakter koje zaokružuju jedinstven zvuk albuma urbanog pop karaktera. Među novim pjesmama je i remake Pada tiha noć pod novim nazivom Badnja večer kao i pjesma Božić svaki dan koju je Antonija napisala prije nekoliko godina za Danijelu Martinović, a u Antonijinoj nježnoj akustičnoj verziji pjesma je nazvana Kad poklope se kazaljke. Singl kojim Antonija promovirala novi album je pjesma Mir u duši.  Napisala ju je Antonija kao i većinu pjesama na albumu. Predivan spot, koji je premijerno bio prikazan na CMC televiziji. Antonija je uz promocije albuma održala i brojne božićne koncerte.

### 2019.-trenutno: Parfem i novi nadolazeći album
U ljetu 2019. objavljuje svoj singl Oči boje oceana. Antonija je s pjesmom bila nominirana i za MAC - glazbene dodjele nagrada u kategoriji pop-folk numera i time ušla u top 5 najslušanijih pjesama u Srbiji. Osim promocije uz novu pjesmu Antonija je lansirala i svoj novi parfem, prvi iz kolekcije za muškarce i žene pod nazivom Ocean,  a u pripremi je i njen novi šesti po redu studijski album na kojem će se uz pjesmu Oči boje oceana naći i njeni brojni i najzastupljeniji hitovi poput Samo u parfemu, Tvoja, Dok slušam radio, Bitango moja i mnogi drugi. Također iste godine Antonija je posudila glas liku "Wandy" za sinkronizaciju tada novonastalog crtića Korgi: Kraljevski pas velikog srca. Antoniju i ostalu ekipu koja je sudjelovala u sinkronizaciji počasili su dolaskom na premijeru animiranog filma u zagrebačkom Kaptol Boutique Cinema i iznenadili svoje obožavatelje.
Godine 2020. Antonija objavljuje novi singl Cijena prave ljubavi s pjevačem iz grupe Vigor Mariom Rothom. Pjesma je imala najveći skok od svih i završila na 1. mjestu regionalne top liste i tamo se zadržala mjesec dana. Antonija i Mario osvajaju nagradu Cesarica za mjesec veljaču 2020. godine po odabiru publike. Antonija je u srpnju 2020. također objavila novu pjesmu Ponovo, koja ponovno osvaja glazbene ljestvice i proglašena je najpozitivnijom pjesmom na estradi. Antonija je s pjesmom također nakon dugo godina ponovo trebala nastupati na CMC-ovom Festivalu u Vodicama koji je zbog pandemijološke Covid situacije odgođen, pa je pušten spot u programu festivala i pjesma se našla na CMC festival CD-u kao jedan od najemitiranijih hitova. Ovu pjesmu napisala je s pjevačem Mariom Regelja iz benda Ljubavnici i nadalje započinje veću suradnju s njima. Također u prosincu objavljuje singl Javna Tajna koji je već u kratkom roku osvojio radijski eter i na nacionalnim top ljestvicama imao najveći skok. Također u prosincu na sam Badnjak objavljuje singl "Poljubi me ovog Božića" kojeg u originalu izvode upravo Ljubavnici bend.

## Humanitarni rad
Antonija Šola svojim koncertnim nastupima podržala je mnoge humanitarne udruge poput RTL pomaže djeci RTL Televizije, te udrugu DUH, udrugu "MI" iz Nove Gradiške za koje je i napisala pjesmu u suradnji s Tomislavom Jakobovićem i Josipom Jandrijevićem pod nazivom "Djeca rođena za sreću".
Primila je zahvalnice za promicanje solidarnosti i humanitarnog djelovanja kao i za podršku različitih edukativnih i volonterskih projekata:
- Gradski ured za Zdravstvo, rad, socijalnu zaštitu i branitelje u Zagrebu
- Udruga branitelja, invalida i udovica Domovinskog rata te djelatnika Podravke u Koprivnici
- Udruge Terry Fox; za borbu protiv raka pod pokroviteljstvom Kanadskog veleposlanstva u Zagrebu
- Za promicanje stvaralaštva za djecu i mlade od profesora Mladena Janšeka
- Za doprinos i sudjelovanje na festivalu jednakih mogućnosti u Zagrebu od predsjednika Udruge društva tjelesnih invalida Milana Ožegovića
- Za humanitarni nastup povodom dana Centra za odgoj i obrazovanje u Dubravi i otvorenje INKAZ-a
- Za potporu koncerata Želim život na Trgu bana Josipa Jelačića u Zagrebu; za doprinos razvoju Registra dobrovoljnih darivatelja koštane srži, i radu javne Banke matičnih stanica krvi iz pupkovine od zaklade Ana Rukavina,
- Za volonterski rad Za Zdravije sutra od Koalicije udruge u zdravstvu, i udruge Za novi dan
- Za potporu izgradnje crkve svetog Ivana Krstitelja u Rodoču od župana Fra Šimuna Romića
- Za podršku radu Hrabrog telefona i doprinos na području zaštite zlostavljane i zanemarene djece od predsjednice Hrabrog telefona Petre Horvatić Kuča
- Za sudjelovanje na humanitarnom koncertu Djeca djeci od udruge S ulice u radionice.
- Proglašena je ambasadoricom mira za podršku i promociju projekta prevencije nasilja među djecom u Osijeku u organizaciji Udruge Promovita

## Diskografija

### Studijski albumi
- 2007. - Anđele
- 2008. - Gdje je srce tu je dom
- 2009. - Zemlja sreće
- 2013. - Nezgodna
- 2018. - Sretan Božić ljubavi

### Singlovi
- 2003. - Dođi najbrže
- 2006. - Zovem da ti čujem glas
- 2006. - Nek ti bude bolje bez mene
- 2007. - Neka bude zauvijek
- 2007. - Zabranjena pjesma (Volim te)
- 2007. - Anđele
- 2007. - Volim osmjeh tvoj (feat. Toše Proeski)
- 2007. - Pada tiha noć
- 2007.- Nebu pod oblak
- 2008.- Mrva jubavi
- 2008. - Gdje je srce tu je dom
- 2009. - Milijuni poljubaca (feat. Gazde)
- 2009. - Usne na usne
- 2009. - Zvijezdo
- 2009. - Ko lane ranjena
- 2010. - Prevelika kazna
- 2011. - Loša navika
- 2011. - Halo dušo (feat. Petar Dragojević)
- 2012. - Živa meta
- 2012. - Lagat ću
- 2012. - Imam sve
- 2013. - Nezgodna
- 2013. - Žigolo
- 2013. - Ne umire ljubav stara
- 2013. - Svaki dan je put (feat. Dražen Žerić)
- 2014. - Baraba (feat. Barabe)
- 2014. - Nešto kao volim te
- 2015. - Samo u parfemu
- 2016. - Ljubi se žmireći
- 2016. - Volimo se volimo
- 2016. - Usreći srce
- 2016. -  Budi lav
- 2017. - Dok slušam radio
- 2017. - Tvoja
- 2018. - Bitango moja
- 2018. - Mir u duši
- 2019. - Oči boje oceana
- 2020. - Cijena prave ljubavi (feat. Mario Roth)
- 2020. - Ponovo
- 2020. - Javna tajna
- 2020. - Poljubi me ovog Božića (cover)

### Ostalo
- 2007. Anđele - specijalno dopunjeno izdanje
- 2006. Zovem da ti čujem glas (maxi single u izdanju Dallas records s pjesmama: Zovem da ti čujem glas, Eldorado, Što mi radiš to, Nek ti bude bolje bez mene)
- 2003. Dođi najbrže - Dora 2003.

## Filmografija

### Televizijske uloge
- "Zabranjena ljubav" kao Tina Bauer Fijan (2004. – 2008.)

### Sinkronizacija
- "Korgi: Kraljevski pas velikog srca" kao Wanda (2019.)
- "Avioni 2: Nebeski vatrogasci" kao ženska vlasnica, ženski avion, najavljivačica i stari ženski avion (2014.)

## Nagrade
- 2005. - za najboljeg debitanta na festivalu Oni dolaze u sklopu Hrvatskog radijskog festivala; za pjesmu Nek ti bude bolje bez mene
- 2005. - Zadar fest; nagrada za najbolji tekst "Plovila mala barka" u izvedbi Marine Tomasevic i Vinka Coce
- 2006. - od ZAMP-a je pjesma Srce nije kamen službeno proglašena najemitiranijom
- 2007. - medjunarodni festival Slovenia grosupje - nagrada za najbolju interpretaciju skladbe "Zovem da ti cujem glas"
- 2007.  - platinasta ploca za single "Volim osmijeh tvoj" prodan u 20.000 primjeraka u mjesec dana
- 2008. - zlatna i platinasta ploča za prvi samostalni album "Anđele" za vise od 20.000 prodanih cd-a.
- 2008. - na Hrvatskom radijskom festivalu za pjesmu Nebu pod oblak (za najboljeg pop izvođača) i nagrada čitatelja 24 sata
- 2009. - nagrada publike za pjesmu Ko lane ranjena na Melodijama Mostara
- 2009. - za najslušaniju pjesmu na festivalu Zlatne žice Slavonije za pjesmu Milijun poljubaca
- 2008. - Grand Prix na Ohrid festu u Makedoniji; za pjesmu Božji pat. / Kao izvođaču uručena joj je zlatna ploča za prvi album Anđele, koji je ostvario i platinastu ploču, a drugi album Gdje je srce tu je dom također zlatnu ploču. / Kao autorici za rad na albumima Toše Proeskog uručene su joj zlatna, platinasta i dijamantna ploča.
- 2010. - Nagrada za naizvođeniju pjesmu prema službenom izvješću ZAMP-a za Pjesmu Podravine i Podravlja za pjesmu Usne na usne
- 2012. - pobjednica CMC-ovog festivala s pjesmom Lagat ću
- 2013. - Pjesma godine Sedmica u izvedbi -festival Kutjevo
- 2013. - zlatna i platinasta ploča za četvrti samostalni album ''Nezgodna''

## Vanjske poveznice
- Službena stranica
- Antonija Šola u internetskoj bazi filmova IMDb-u (engl.)